# JavaOS
JavaOS ist ein von Sun Microsystems entwickeltes Betriebssystem auf Basis einer Java Virtual Machine (JVM). 
Im Unterschied zu verbreiteten Systemen wie Unix-Derivaten oder Windows, die überwiegend in C/C++ implementiert werden, sind bei JavaOS große Teile der plattformunabhängigen Schicht – darunter Gerätetreiber, Netzwerk‑, Grafik- und Fenstersystem – in Java realisiert. Seit 2003 führt Sun JavaOS als „legacy technologies“ und empfiehlt eine Migration auf die Java ME‑Konfiguration CDC.

## Geschichte
JavaOS wurde auf der ersten JavaOne-Konferenz im Juni 1996 offiziell vorgestellt. Sun demonstrierte ein JavaOS‑Terminal mit MicroSPARC‑II‑Prozessor; als Minimalanforderung wurden 512 kB ROM und 128 kB RAM genannt.
1997 veröffentlichte Sun ein Whitepaper, das die Schichtenarchitektur (Mikrokernel, JVM, Java‑Treiber, Grafik-/Fenstersystem, Netzwerkklassen) beschreibt und typische Speicherprofile angibt: Eine vollständige Network‑Computer‑Konfiguration (inklusive HotJava‑Browser, Bibliotheken, Fonts) benötigt etwa 4 MB ROM/Flash bzw. Festplattenspeicher und 4 MB RAM; JavaOS und HotJava allein belegen weniger als 2,5 MB RAM.
Am 1. April 1998 kündigten Sun und IBM eine Kooperation zu JavaOS for Business an; am 5. August 1998 wurde die Plattform ausgeliefert (zunächst für Intel‑x86‑Hardware) und zielte auf zentral administrierbare Thin Clients.
Ebenfalls 1998 berichtete Wired, dass Hitachi JavaOS in 30.000 Set‑Top‑Boxen einsetzt und bis Ende 1999 200.000 Geräte plant.
Im August 1999 bestätigte IBM die Einstellung der gemeinsamen Weiterentwicklung von JavaOS for Business; als Gründe wurden u. a. Performance‑Verbesserungen der JVM auf bestehenden Betriebssystemen genannt.

## Systemarchitektur
JavaOS ist schichtenorientiert aufgebaut; plattformspezifische und plattformunabhängige Komponenten können unabhängig voneinander aktualisiert werden.
- Mikrokernel & Speichermanager: Bootvorgang, Interrupt-/Trap‑Handling, Thread‑Verwaltung, DMA-Unterstützung.[1]
- Java Virtual Machine: Bytecode‑Interpreter, Class Loading, Speicherverwaltung, Bytecode‑Verifier; optimiert für geringe RAM‑Budgets.[1]
- Gerätetreiber: vollständig in Java implementiert, portabel erweiterbar.[1][2]
- Netzwerkklassen: TCP/IP, UDP, ICMP; DNS/NIS zur Namensauflösung; DHCP und Reverse ARP zur Adressvergabe; Administration via SNMP; NFS‑Client.[1][2]
- Grafik- und Fenstersystem: Umsetzung des AWT‑API in Java (Zeichenoperationen, Fonts, Fensterverwaltung).[1]
- Java Application Environment (JAE): erlaubt die Ausführung identischer Applets/Anwendungen auf anderen JVM‑Plattformen.[1]

## Hardwareunterstützung und Ressourcenbedarf
JavaOS wurde u. a. auf SPARC, ARM/StrongARM, PowerPC und IA‑32 (x86) portiert.
- Demo-Minimum (1996): 512 kB ROM / 128 kB RAM.[4]
- NC-Konfiguration (1997): ca. 4 MB ROM/Flash bzw. Festplatte und 4 MB RAM; JavaOS + HotJava < 2,5 MB RAM.[1][2]
- Sehr kleine Konfiguration ohne Grafik/Netzwerk: ~128 kB RAM / 512 kB ROM (Dr. Dobb’s).[2]

Sekundärquellen im deutschsprachigen Raum nennen ähnliche Größenordnungen.

## Arbeitsumgebung
Das grafische Subsystem und der Fenstermanager basieren auf dem AWT‑API; als Benutzeroberflächen wurden u. a. der HotJava‑Browser und HotJava Views eingesetzt.

## Einsatzgebiete
JavaOS richtete sich an eingebettete Systeme und Network Computer. Einsatzbeispiele sind Set‑Top‑Boxen (Hitachi) sowie zentral verwaltete Kiosk‑/POS‑Terminals und Suns JavaStation.

## Ablösung / Zukunft
Sun bezeichnete JavaOS ab 2003 als Alttechnologie („legacy technologies“) und empfahl die Migration auf CDC/CLDC der Java‑ME‑Plattform. Diese Konfigurationen definieren JVM‑Profile und APIs, stellen jedoch kein vollwertiges Betriebssystem dar.